# Algernon Methuen
Pour les articles homonymes, voir Methuen.
Algernon Marshall Stedman Methuen, Baronnet, né le 23 février 1856 à Londres et mort le 20 septembre 1924 est un professeur de lettres classiques et de français et un éditeur britannique. Il est le fondateur de la maison d'édition Methuen & Co..

## Jeunesse et éducation
Il est le troisième fils de John Buck Stedman, et de Jane Elizabeth née Marshall. Il fait ses études à Berkhamsted School, puis au Wadham College d'Oxford, où il obtient un MA.

## Carrière
Après ses études à Oxford, Methuen entre dans l'enseignement et, ayant gravi les échelons administratifs il prend, de 1890 à 1895, la direction de la High Croft Preparatory School à Milford dans le Surrey. En parallèle à ses tâches d'enseignement il commence à rédiger des manuels scolaires sous le nom de plume d'A. W. S. Methuen : ses collections de français, latin et grec sont les mieux connues. Parmi ses œuvres figurent encore des ouvrages de jardinage et de droit des affaires. En juin 1889, Methuen commence à publier et à commercialiser ses propres manuels scolaires sous le nom d'éditeur Methuen & Co. (qui deviendra Methuen Publishing Ltd.). Deux mois plus tard, il adopte officiellement comme nom de famille de famille Methuen. Son premier succès d'édition arrive en 1892 avec la publication de Barrack-Room Ballads de Rudyard Kipling. Plus tard, il publie des auteurs tels que Hilaire Belloc, Robert Louis Stevenson, H. G. Wells et Oscar Wilde.
Methuen émet des critiques virulentes contre la Guerre des Boers. Il est le candidat du parti libéral aux Élections Générales de janvier 1910 dans la circonscription de Guildford. Mais ce siège étant solidement tenu par les conservateurs, sa tentative se solde par un échec. En 1916, il est créé baronnet, de Haslemere , dans le Surrey, et plus tard, il publie ses mémoires,,,,.

## Vie personnelle
Methuen épouse Emilie Caroline Bedford, en 1884. Son titre de baronnet disparaît à sa mort.